# Horn Lake
Horn Lake es una ciudad del Condado de DeSoto, Misisipi, Estados Unidos. Según el censo de 2000 tenía una población de 14.099 habitantes y una densidad de población de 751.9 hab/km².

## Demografía
Según el censo de 2000, había 14.099 personas, 4.934 hogares y 3.754 familias residiendo en la localidad. La densidad de población era de 751,9 hab./km². Había 5.153 viviendas con una densidad media de 274,8 viviendas/km². El 83,01% de los habitantes eran blancos, el 12,26% afroamericanos, el 0,52% amerindios, el 0,89% asiáticos, el 0,04% isleños del Pacífico, el 2,20% de otras razas y el 1,07% pertenecía a dos o más razas. El 4,28% de la población eran hispanos o latinos de cualquier raza.
Según el censo, de los 4.934 hogares en el 47,3% había menores de 18 años, el 54,1% pertenecía a parejas casadas, el 15,9% tenía a una mujer como cabeza de familia, y el 23,9% no eran familias. El 18,1% de los hogares estaba compuesto por un único individuo, y el 4,6% pertenecía a alguien mayor de 65 años viviendo solo. El tamaño promedio de los hogares era de 2,86 personas y el de las familias de 3,22.
La población estaba distribuida en un 32,6% de habitantes menores de 18 años, un 10,1% entre 18 y 24 años, un 36,5% de 25 a 44, un 16,1% de 45 a 64, y un 4,8% de 65 años o mayores. La media de edad era 29 años. Por cada 100 mujeres había 97,7 hombres. Por cada 100 mujeres de 18 años o más, había 93,4 hombres.
Los ingresos medios por hogar en la localidad eran de 40.396 dólares ($), y los ingresos medios por familia eran 43.495 $. Los hombres tenían unos ingresos medios de 32.595 $ frente a los 25.045 $ para las mujeres. La renta per cápita para la ciudad era de 17.183 $. El 6,7% de la población y el 6,1% de las familias estaban por debajo del umbral de pobreza. El 6,6% de los menores de 18 años y el 17,6% de los habitantes de 65 años o más vivían por debajo del umbral de pobreza.

## Geografía
Según la Oficina del Censo de los Estados Unidos, la localidad tiene un área total de 18,8 km², todos ellos correspondientes a tierra firme.